# Scythocentropus inquinata
Scythocentropus inquinata är en fjärilsart som beskrevs av Paul Mabille 1888. Scythocentropus inquinata ingår i släktet Scythocentropus och familjen nattflyn. Inga underarter finns listade.